# Гран-Вабр
Гран-Вабр, Ґран-Вабр (фр. Grand-Vabre) — колишній муніципалітет у Франції, у регіоні Окситанія, департамент Аверон. Населення — 407 осіб (2011).
Муніципалітет був розташований на відстані близько 470 км на південь від Парижа, 140 км на північний схід від Тулузи, 36 км на північний захід від Родеза.

## Історія
До 2015 року муніципалітет перебував у складі регіону Південь-Піренеї. Від 1 січня 2016 року належав до нового об'єднаного регіону Окситанія.
1 січня 2016 року Гран-Вабр, Конк, Ноаяк i Сен-Сіпріян-сюр-Дурду було об'єднано в новий муніципалітет Конк-ан-Руерг.

## Демографія
Динаміка населення (INSEE ):
Розподіл населення за віком та статтю (2006):
| Стать | Всього | До 15 років | 15-24 | 25-44 | 45-64 | 65-85 | Понад 85 |
| --- | ------ | ----------- | ----- | ----- | ----- | ----- | -------- |
| Чоловіки | 196    | 24          | 16    | 64    | 52    | 40    | 0        |
| Жінки | 212    | 32          | 8     | 36    | 68    | 60    | 8        |
| \| Статево-вікова піраміда \| Статево-вікова піраміда \| Статево-вікова піраміда \| \| ----------------------- \| ----------------------- \| ----------------------- \| \| Чоловіки \| Вік \| Жінки \| \| 0 \| 85 + \| 8 \| \| 12 \| 80-84 \| 16 \| \| 16 \| 75-79 \| 20 \| \| 8 \| 70-74 \| 4 \| \| 4 \| 65-69 \| 20 \| \| 0 \| 60-64 \| 12 \| \| 16 \| 55-59 \| 4 \| \| 16 \| 50-54 \| 28 \| \| 20 \| 45-49 \| 24 \| \| 28 \| 40-44 \| 12 \| \| 24 \| 35-39 \| 12 \| \| 8 \| 30-34 \| 12 \| \| 4 \| 25-29 \| 0 \| \| 4 \| 20-24 \| 0 \| \| 12 \| 15-20 \| 8 \| \| 16 \| 10-14 \| 8 \| \| 4 \| 5-9 \| 20 \| \| 4 \| 0-4 \| 4 \| |        |             |       |       |       |       |          |
| Статево-вікова піраміда |        |             |       |       |       |       |          |
| Чоловіки | Вік    | Жінки       |       |       |       |       |          |
| 0 | 85 +   | 8           |       |       |       |       |          |
| 12 | 80-84  | 16          |       |       |       |       |          |
| 16 | 75-79  | 20          |       |       |       |       |          |
| 8 | 70-74  | 4           |       |       |       |       |          |
| 4 | 65-69  | 20          |       |       |       |       |          |
| 0 | 60-64  | 12          |       |       |       |       |          |
| 16 | 55-59  | 4           |       |       |       |       |          |
| 16 | 50-54  | 28          |       |       |       |       |          |
| 20 | 45-49  | 24          |       |       |       |       |          |
| 28 | 40-44  | 12          |       |       |       |       |          |
| 24 | 35-39  | 12          |       |       |       |       |          |
| 8 | 30-34  | 12          |       |       |       |       |          |
| 4 | 25-29  | 0           |       |       |       |       |          |
| 4 | 20-24  | 0           |       |       |       |       |          |
| 12 | 15-20  | 8           |       |       |       |       |          |
| 16 | 10-14  | 8           |       |       |       |       |          |
| 4 | 5-9    | 20          |       |       |       |       |          |
| 4 | 0-4    | 4           |       |       |       |       |          |

## Економіка
2010 року серед 246 осіб працездатного віку (15—64 років) 158 були активними, 88 — неактивними (показник активності 64,2%, у 1999 році було 68,4%). З 158 активних мешканців працювало 147 осіб (82 чоловіки та 65 жінок), безробітними було 11 (5 чоловіків та 6 жінок). Серед 88 неактивних 19 осіб було учнями чи студентами, 46 — пенсіонерами, 23 були неактивними з інших причин.

У 2010 році у муніципалітеті числилось 177 оподаткованих домогосподарств, у яких проживали 390,0 особи, медіана доходів виносила 14 504 євро на одного особоспоживача.